# Rajpipla
Rajpipla è una suddivisione dell'India, classificata come municipality, di 34.923 abitanti, capoluogo del distretto di Narmada, nello stato federato del Gujarat. In base al numero di abitanti la città rientra nella classe III (da 20.000 a 49.999 persone).

## Geografia fisica
La città è situata a 21° 46' 60 N e 73° 34' 0 E e ha un'altitudine di 147 m s.l.m..

## Storia

Bandiera del Regno di Rajpipla

La città fu scelta come capitale del Regno di Rajpipla (durato con alterne vicende dal 1348 al 1948).

## Società

### Evoluzione demografica
Al censimento del 2001 la popolazione di Rajpipla assommava a 34.923 persone, delle quali 17.878 maschi e 17.045 femmine. I bambini di età inferiore o uguale ai sei anni assommavano a 3.494, dei quali 1.855 maschi e 1.639 femmine. Infine, coloro che erano in grado di saper almeno leggere e scrivere erano 26.896, dei quali 14.709 maschi e 12.187 femmine.